# Centaurea iberica
Centaurea iberica es una especie de planta perenne de la familia  de las asteráceas. Es originaria del sudoeste de Europa y sudoeste de Asia. 

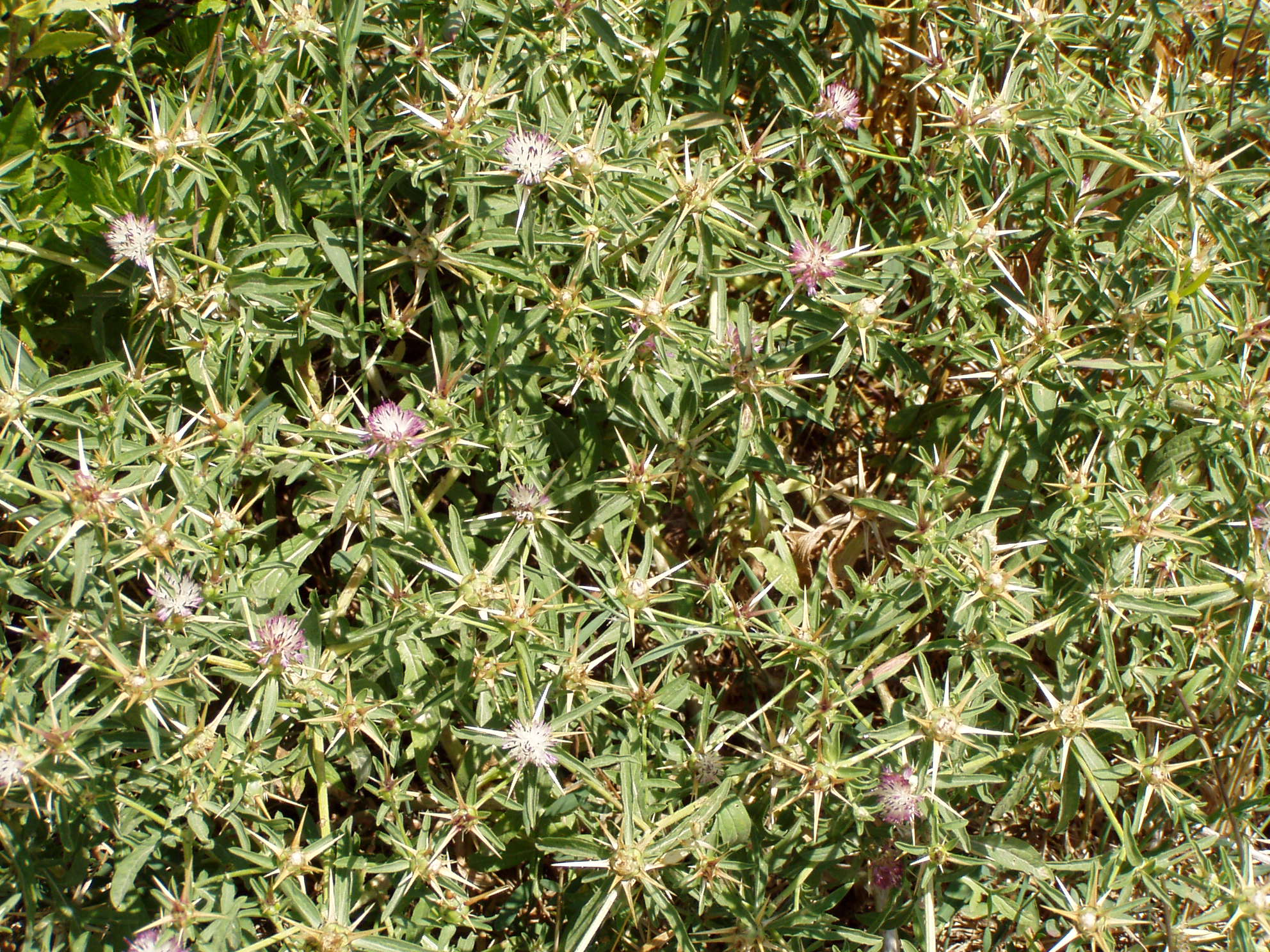
Vista de la planta

## Descripción
Plantas anuales, bienales o perennes de vida corta, alcanza un tamaño de 20-200 cm de altura. Con uno o varios tallos muy ramificados, a menudo formando montículos redondeados, puberulentas a ligeramente con envés tomentoso. Hojas  pecioladas, las hojas proximales de 10-20 cm, los márgenes 1-2 veces lobulados pinnados o en roseta con cúmulo central de espinas; sésiles, las hojas distales lineales y oblongas, toscamente dentadas o superficialmente lobuladas. Inflorescencias solas o en conjuntos, sésiles o corto-pedunculadas. Involucros ovoides a hemisférico, de 13-18 mm.  Floretes con corola blanca, rosa o púrpura pálido. Cypselas blancas o marrón con rayas, de 3-4 mm, glabros; mechones de cerdas blancas. Tiene un número de cromosomas de 2 n = 16, 20.

## Distribución y hábitat
Se encuentra en los bordes de caminos, pastos, campos, a una altitutd de 0-1500 metros; introducido en Estados Unidos. Es nativa del sudeste de Europa distribuida a través de Asia central.

## Taxonomía
Centaurea iberica fue descrita por Trevir. & Spreng. y publicado en Systema Vegetabilium, editio decima sexta 3: 406. 1826.
- Calcitrapa iberica (Trevir. ex Spreng.) Schur[2]

Etimología
Centaurea: nombre genérico que procede del Griego kentauros, hombres-caballos que conocían las propiedades de las plantas medicinales.
iberica: epíteto geográfico que alude a su localización en Iberia.